# Anthemius (Prätorianerpräfekt)
Flavius Anthemius († um 415) war ein römischer Politiker der Spätantike. Von 405 bis 414 war er als Prätorianerpräfekt de facto Regent für die oströmischen Kaiser Arcadius und Theodosius II.

## Leben
Anthemius stammte aus einer einflussreichen Familie, die sich über den Gegenkaiser Procopius auf die konstantinische Dynastie zurückführte; sein Großvater Philippus war ab 346 Prätorianerpräfekt unter Constantius II. gewesen. Unter Arcadius stieg Anthemius kurz vor 400 zum comes sacrarum largitionum, später zum magister officiorum auf, und bekleidete damit wichtige Hofämter, die auch die Mitgliedschaft im kaiserlichen Staatsrat, dem consistorium, mit sich brachten. Vermutlich nahm er 400 an einer kaiserlichen Gesandtschaft zum Sassanidenkönig Yazdegerd I. teil, die die Weichen für eine Entspannung des römisch-persischen Verhältnisses stellte. Nach dem Tod der Kaiserin Eudoxia bekleidete er 405 gemeinsam mit Stilicho das Consulat und übernahm das Amt des Prätorianerpräfekten für den Osten des Römischen Reiches. Damit war Anthemius, der zudem am 28. April 406 in den Rang eines patricius erhoben wurde, zum zweitmächtigsten Mann des Reiches nach dem Kaiser geworden. In den verbleibenden beiden Regierungsjahren des Arcadius lenkte Anthemius faktisch die Staatsgeschäfte, wobei er, wenngleich weniger drastisch, grundsätzlich an der gegen den wachsenden Einfluss des Militärs (insbesondere der magistri militum) gerichteten Politik seines Vorgängers Eutychianus festhielt und die faktische Eigenständigkeit des Ostreichs gegenüber den Ansprüchen des westlichen Hofes betonte. Dies brachte ihn in Konflikt mit dem weströmischen Regenten Stilicho, der die illyrische Präfektur zurückgewinnen und dem westlichen Kaiserhof die Führungsrolle im Gesamtreich sichern wollte. Zur gleichen Zeit musste sich Anthemius mit den meuternden Kriegern Alarichs auf dem Balkan und isaurischen Aufständischen im Süden Kleinasiens auseinandersetzen. Ferner erließ Anthemius im Namen des Kaisers mehrere Gesetze gegen Heiden, Juden und Häretiker.

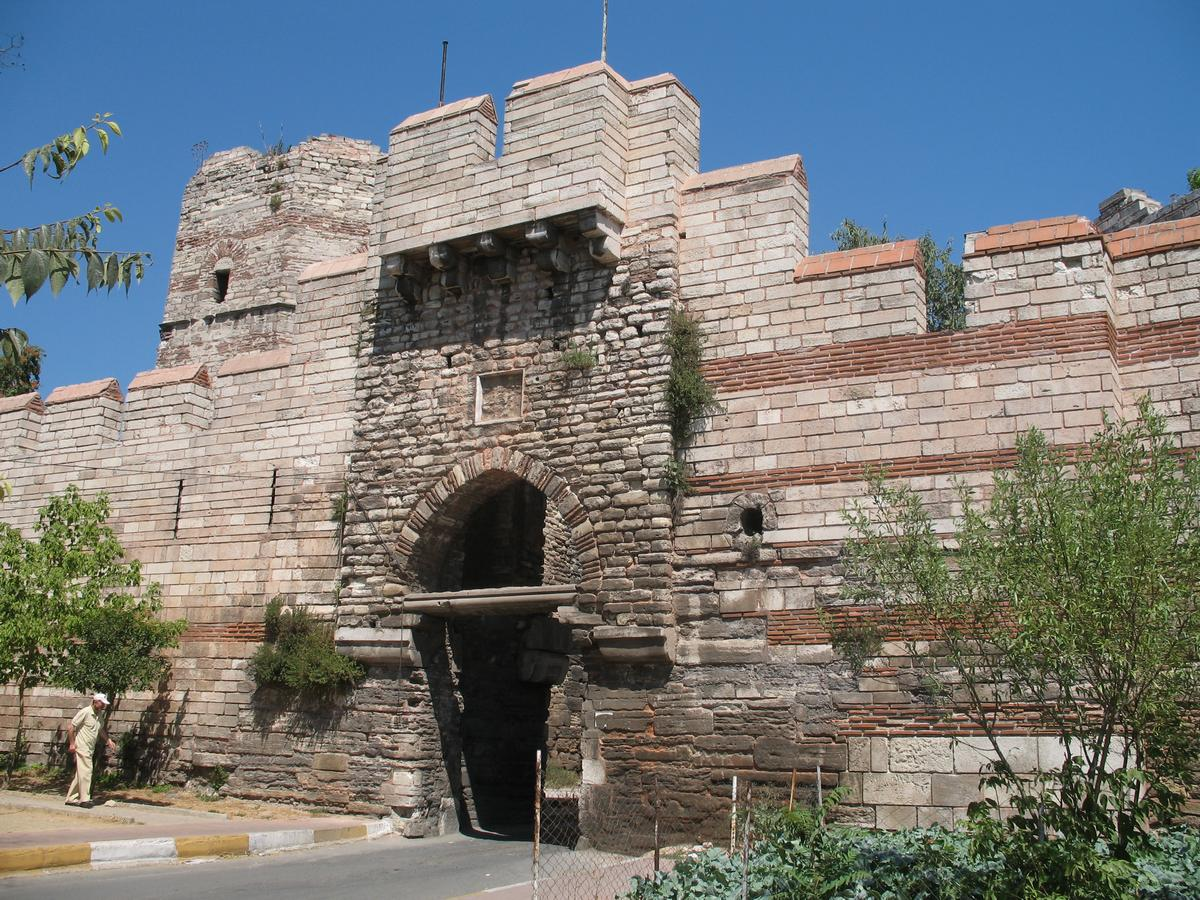
Die Theodosianische Mauer, deren Bau Anthemius veranlasste.

Als Arcadius 408 starb, übernahm Anthemius die Regentschaft für dessen erst siebenjährigen Nachfolger Theodosius II. Die Geschichtsschreiber attestieren dem Präfekten außerordentliche innen- und außenpolitische Fähigkeiten. Anthemius schloss mit dem Sassanidenreich einen Vertrag, der diverse Streitpunkte beilegte, und konnte – dank Stilichos Tod – auch die Harmonie der beiden Kaiserhöfe in Konstantinopel und Ravenna wiederherstellen. Er verstärkte die Flotte zum Schutz der Grenze an der unteren Donau, nachdem 409 eine Invasion von Hunnen unter König Uldin abgewehrt worden war. Für die Hauptstadt verbesserte er nach mehreren Hungersnöten die Versorgung mit Getreide aus der Kornkammer Ägypten. Seine bemerkenswerteste Leistung vollbrachte Anthemius mit der 413 vollendeten Neubefestigung Konstantinopels (Theodosianische Landmauer).
Im Jahr 414 verschwand Anthemius plötzlich von der Bildfläche, während Theodosius’ ältere Schwester Aelia Pulcheria nun offiziell die Vormund- und Regentschaft für den Kaiser übernahm. Offenbar ist er entmachtet worden, vielleicht aber auch gestorben. Die Familie blieb dennoch einflussreich: Anthemius’ gleichnamiger Enkel wäre 457 beinahe Herrscher des Ostreichs geworden und war dann von 467 bis 472 weströmischer Kaiser.